# Каєтан Шміт
Каєтан Шміт (пол. Kajetan Szmyt, нар. 29 травня 2002, Познань, Польща) — польський футболіст, вінгер клубу «Варта» та молодіжної збірної Польщі.

## Ігрова кар'єра

### Клубна
Народився у місті Познань.
Є вихованцем місцевого клубу «Варта». У футбольні академії Каєтан почав займатися у віці 10-ти років. Із сезону 2018/19 футболіста почали залучати до першої команди. Свою дебютну гру в основі провів у квітні 2019 року у турнірі Першої ліги проти «Хойнічанка».
З лютого 2020 року і до кінця сезону грав в оренді у клубі Другої ліги «Гурник» із Польковиць. Повернувшись до «Варти», у вересні 2020 року футболіст дебютував у складі своєї команди в матчі Екстракляси проти «П'яста». Пізніше, не маючи постійного місця в основі, частину сезону 2021/22 також провів в оренді в «Гурнику». Після оренди вінгер повернувся до «Варти» і підписав з клубом новий контракт.
Починаючи із сезону 2022/23, гравець зайняв своє постійне місце в основі «Варти».

### Збірна
23 вересня 2022 року Каєтан провів першу гру у складі молодіжної збірної Польщі, коли вийшов на поле у грі проти однолітків з Греції.